# Metropolis-Halle

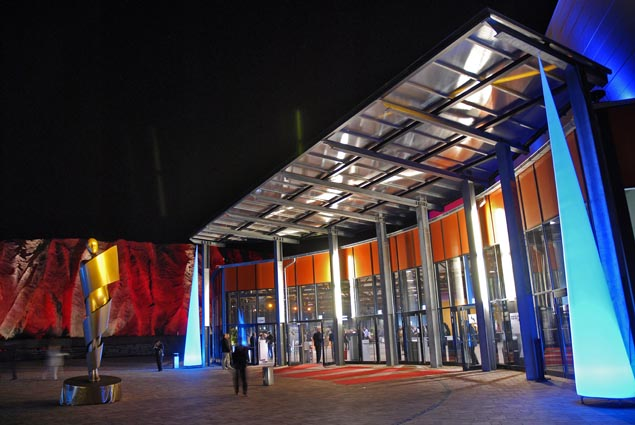
Außenansicht des Foyers

Die Metropolis-Halle im Potsdamer Stadtteil Babelsberg ist eine Multifunktionshalle für Großveranstaltungen wie Kongresse, Messen, Galas, Preisverleihungen, TV-Shows und weitere Fernseh-Produktionen. Sie befindet sich in der Medienstadt Babelsberg, in der auch das Filmstudio Babelsberg und der Filmpark Babelsberg beheimatet sind.
Der Name wurde in Anlehnung an den Film Metropolis von Fritz Lang gewählt, der 1926 in den Babelsberger Filmstudios gedreht und als erster Film überhaupt ins Weltdokumentenerbe der UNESCO aufgenommen wurde.

## Geschichte
Die Metropolis-Halle wurde am 10. Oktober 2008 nach zehnmonatiger Bauzeit eröffnet. Die Gesamtinvestition betrug 10 Millionen Euro, die mit 2,1 Millionen Euro aus Mitteln des Europäischen Fonds für regionale Entwicklung (EFRE) sowie aus Haushaltsmitteln des Bundes und des Landes Brandenburg gefördert wurde. Am 3. Oktober 2020 fand in der Halle der Festakt zum 30. Jahrestag der Deutschen Einheit statt (mit Festreden von Frank-Walter Steinmeier, Angela Merkel und Dietmar Woidke).

## Gebäude
Die Gestaltung der Metropolis-Halle lehnt sich an die Architektur der Filmstudios der Gründerzeit an. Das Atelier mit einer Raumhöhe von 14 Metern verfügt über eine Studiofläche von 3038 m². Bei Konzerten fasst die Halle bis zu 5000 Personen, sie kann mittels einer Trennwand verkleinert werden. Im verglasten Foyer stehen weitere 1000 m² Fläche für Ausstellungen, Präsentationen oder den Pausenbereich zur Verfügung. Die Türen führen zum Vorplatz der Vulkan-Arena des Filmparks Babelsberg.
Der über dem Großraum liegende Verwaltungstrakt besitzt sechs Mehrzweck-Räume zwischen 50 m² und 120 m² sowie zusätzliche Funktionsräume.

## Verkehrsanbindung
900 Parkplätze stehen an der Halle zur Verfügung. In direkter Nähe zur Halle befindet die Bushaltestelle „Filmpark“, von der aus unter anderem Verbindungen zum Potsdamer Hauptbahnhof bestehen. In ca. 500 m Entfernung liegt zudem der Bahnhof Potsdam Medienstadt Babelsberg, an dem neben Buslinien der ViP Verkehrsbetrieb Potsdam GmbH auch Regionalbahn- und Regionalexpress-Linien der DB halten.

## Überregionale Veranstaltungen (Auswahl)
- REWE-Touristik-Messe, 2008
- Bundesvision Song Contest, 2009

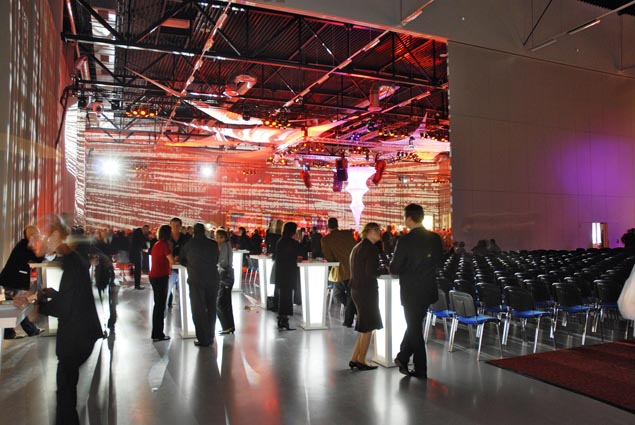
Innenansicht mit Trennwand

- Außerordentlicher FDP-Bundesparteitag 2009
- BAMBI-Verleihung, 2009 und 2010
- Preisverleihungen des Animago Award im Rahmen der internationalen animago AWARD&CONFERENCE, 2009 bis 2015
- 106. Tagung der Deutschen Gesellschaft für Kinder- und Jugendärzte, 2010
- Deutschlandtag der Jungen Union, 2010
- Erotik-Messe erofame, 2010
- Friedrich. Das Musical. Mythos und Tragödie, 2012[1]
- VideoDays, 2016
- Potsdam BAU + ENERGIE, Messe, 2019[2]
- 3. Oktober 2020 Feier zum Tag der Deutschen Einheit
- Außerordentlicher FDP-Bundesparteitag 2025